# Dane Hyatt
Dane Hyatt (* 22. Januar 1984 in Falmouth) ist ein ehemaliger jamaikanischer Sprinter, der sich auf den 400-Meter-Lauf spezialisiert hat. Mit der jamaikanischen 4-mal-400-Meter-Staffel gewann er 2014 die Bronzemedaille bei den Hallenweltmeisterschaften in Sopot.

## Sportliche Laufbahn
Erste internationale Erfahrungen sammelte Dane Hyatt, der ein Studium an der Lincoln University in den Vereinigten Staaten absolvierte, bei den Zentralamerika- und Karibikmeisterschaften (CAC) 2009 in Havanna, bei denen er in 45,57 s die Silbermedaille über 400 Meter hinter dem Kubaner William Collazo gewann. Zudem gewann er mit der jamaikanischen 4-mal-400-Meter-Staffel in 3:04,09 min die Bronzemedaille hinter den Teams aus Kuba und der Dominikanischen Republik. 2012 nahm er an den Olympischen Sommerspielen in London teil und schied dort mit 45,59 s im Halbfinale über 400 Meter aus und kam im Staffelbewerb im Vorlauf nicht ins Ziel. Im Jahr darauf belegte er bei den CAC-Meisterschaften in Morelia mit der Staffel in 3:03,69 min den fünften Platz und 2014 trug er durch seinen Einsatz im Vorlauf bei den Hallenweltmeisterschaften in Sopot zum Gewinn der Bronzemedaille bei. Anschließend gelangte er bei den World Relays auf den Bahamas mit 3:10,23 min auf den achten Platz. Im Jahr darauf belegte er bei den Panamerikanischen Spielen in Toronto in 3:01,97 min den sechsten Platz im Staffelbewerb und im August verhalf er dem Team bei den Weltmeisterschaften in Peking zum Finaleinzug. 2016 belegte er bei den Hallenweltmeisterschaften in Portland in 3:06,02 min den vierten Platz und beendete im selben Jahr seine aktive sportliche Karriere im Alter von 32 Jahren.
2012 wurde Hyatt jamaikanischer Meister im 400-Meter-Lauf.

## Persönliche Bestzeiten
- 200 Meter: 20,59 s (+1,0 m/s), 14. April 2012 in Norfolk
- 400 Meter: 44,83 s, 1. Juli 2012 in Kingston
  - 400 Meter (Halle): 46,71 s, 9. März 2013 in Birmingham